# Gagame Feni
Gagame Feni (21 de agosto de 1992) es un futbolista salomonense que juega de delantero en el Solomon Warriors.

## Carrera
A los 18 años llegó al Canterbury United, donde jugó 15 partidos y convirtió 2 goles, lo que despertó el interés del Waitakere United, que para la temporada 2011/12 decidió comprar su pase. En 2012 regresó a las Islas Salomón para jugar en el Solomon Warriors. En 2015 pasó al Western United y en 2016 al Hekari United papú, aunque regresaría al Western ese mismo año. En 2017 pasó nuevamente al Solomon Warriors.

### Clubes
| Club              | País               | Año             |
| ----------------- | ------------------ | --------------- |
| Canterbury United | Nueva Zelanda      | 2010 - 2011     |
| Waitakere United  | Nueva Zelanda      | 2011 - 2012     |
| Solomon Warriors  | Islas Salomón      | 2012 - 2015     |
| Western United    | Islas Salomón      | 2015 - 2016     |
| Hekari United     | Papúa Nueva Guinea | 2016            |
| Western United    | Islas Salomón      | 2016 - 2017     |
| Solomon Warriors  | Islas Salomón      | 2017 - Presente |

### Selección nacional
Fue convocado para la Copa de las Naciones de la OFC 2016 en representación de las Islas Salomón.